# 嘉義縣 (日治時期)
嘉義縣是臺灣日治初期（1897年至1898年）「六縣三廳」階段短暫存在的一個縣級行政區劃。在明治三十年（1897年）6月10日創立之際，係由「三縣一廳」時期的臺中縣雲林支廳與臺南縣嘉義支廳合併而成，轄區包含清治末期的嘉義縣及雲林縣，約當今之南投縣南部、雲林縣、嘉義縣、嘉義市及臺南市北部。
明治三十一年（1898年）6月18日，六縣三廳整併回「三縣三廳」，嘉義縣廢止。

## 行政區劃
1897年6月10日，嘉義縣成立並同時設立14處辨務署。1898年6月18日，嘉義縣原雲林縣地區併入臺中縣，而林圯埔辨務署併入斗六辨務署，土庫（打貓東頂堡併入斗六辨務署）及西螺辨務署併入北港辨務署；嘉義縣其餘地區併入臺南縣，而蕭壠、六甲辨務署（果毅後堡併入店仔口辨務署）合併為蔴荳辨務署，中埔辨務署併入嘉義辨務署，梅仔坑辨務署併入打貓辨務署。
| 1897年6月 | 1897年6月    | 1897年6月 | 1897年6月                                                                | 1898年6月 | 1898年6月    |
| 縣        | 辨務署       | 位置      | 管轄堡里                                                                 | 縣        | 辨務署       |
| --------- | ------------ | --------- | ------------------------------------------------------------------------ | --------- | ------------ |
| 嘉義縣    | 斗六辨務署   | 斗六街    | 斗六堡、溪洲堡、他里霧堡                                                 | 臺中縣    | 斗六辨務署   |
| 嘉義縣    | 林圯埔辨務署 | 林圯埔街  | 沙連堡、鯉魚頭堡                                                         | 臺中縣    | 斗六辨務署   |
| 嘉義縣    | 土庫辨務署   | 土庫街    | 打貓東頂堡                                                               | 臺中縣    | 斗六辨務署   |
| 嘉義縣    | 土庫辨務署   | 土庫街    | 大坵田堡、布嶼堡、打貓北堡                                               | 臺中縣    | 北港辨務署   |
| 嘉義縣    | 西螺辨務署   | 西螺街    | 西螺堡、海豐堡                                                           | 臺中縣    | 北港辨務署   |
| 嘉義縣    | 北港辨務署   | 北港街    | 大槺榔東頂堡、尖山堡、蔦松堡、白沙墩堡                                   | 臺中縣    | 北港辨務署   |
| 嘉義縣    | 中埔辨務署   | 中埔庄    | 嘉義東堡（及蕃社4社）、大目根堡                                          | 臺南縣    | 嘉義辨務署   |
| 嘉義縣    | 嘉義辨務署   | 嘉義城內  | 嘉義西堡、牛稠溪堡、柴頭港堡                                             | 臺南縣    | 嘉義辨務署   |
| 嘉義縣    | 梅仔坑辨務署 | 梅仔坑街  | 打貓東頂堡                                                               | 臺南縣    | 打貓辨務署   |
| 嘉義縣    | 打貓辨務署   | 打貓街    | 打貓東下堡、打貓南堡、打貓西堡、打貓北堡                                 | 臺南縣    | 打貓辨務署   |
| 嘉義縣    | 鹽水港辨務署 | 鹽水港街  | 鹽水港堡、太子宮堡、龍蛟潭堡、白鬚公潭堡、學甲堡                         | 臺南縣    | 鹽水港辨務署 |
| 嘉義縣    | 樸仔腳辨務署 | 樸仔腳街  | 大槺榔東下堡、大槺榔西堡、蔦松堡、大坵田西堡、鹿仔草堡                   | 臺南縣    | 樸仔腳辨務署 |
| 嘉義縣    | 蕭壠辨務署   | 蕭壠街    | 佳里興堡、蕭壠堡、西港仔堡、漚汪堡                                       | 臺南縣    | 蔴荳辨務署   |
| 嘉義縣    | 六甲辨務署   | 六甲街    | 善化里東堡、善化里西堡、赤山堡、蔴荳堡、茅港尾東堡、茅港尾西堡、鐵線橋堡 | 臺南縣    | 蔴荳辨務署   |
| 嘉義縣    | 六甲辨務署   | 六甲街    | 果毅後堡                                                                 | 臺南縣    | 店仔口辨務署 |
| 嘉義縣    | 店仔口辨務署 | 店仔口街  | 下茄苳南堡、下茄苳北堡、哆囉嘓東頂堡、哆囉嘓東下堡、哆囉嘓西堡           | 臺南縣    | 店仔口辨務署 |

## 歷任首長

### 縣知事
| 任次 | 姓名     | 任期                         | 備註               |
| ---- | -------- | ---------------------------- | ------------------ |
| 1    | 小倉信近 | 1897年6月10日－1898年3月15日 | 依願免官。         |
| 2    | 磯貝靜藏 | 1898年3月15日－1898年6月18日 | 由台南縣知事兼任。 |

### 辨務署長
- 斗六辨務署長：川井忠雄（1897年8月30日~）[3]
- 林圯埔辨務署長：松尾正寧（1897年8月30日~）[3]
- 土庫辨務署長：安藤德明
- 西螺辨務署長：平山保次郎
- 北港辨務署長：大道西生（1897年8月30日~）[3]
- 嘉義辨務署長：大道西生（1897年7月20日~）[4]、三ケ尻忠吾（1897年8月30日~）[3]
- 中埔辨務署長
- 梅仔坑辨務署長
- 打貓辨務署長：隈元禎三（1897年8月30日~）[3]
- 鹽水港辨務署長：石原重巍（1897年8月30日~）[3]
- 樸仔腳辨務署長：田路基胤（1897年8月30日~）[3]
- 蕭壠辨務署長：廣瀨昌柔
- 六甲辨務署長：關根柳介（1897年11月16日~）[5]
- 店仔口辨務署長：甘粕春吉（甘粕正彦之父）